# Comptiq
Comptiq (コンプティーク Konputīku?) es una revista japonesa de la editorial Kadokawa Shoten. Siendo primeramente publicada en 1983, está enfocada en la multimedia y, principalmente, en los conocidos juegos bishōjo. En 2003 la revista fue dada a conocer como una "revista de juegos mediamix".
El nombre de Comptiq proviene de las palabras "computer" y "boutique". 
Comptiq también serializa algunos mangas como:

## Mangas serializados
- .hack//GU+
- .hack//Legend of the Twilight
- Air
- D.C.: Da Capo
- D.C.S.G.: Da Capo Second Graduation
- Kishinhoukou Demonbane
- Eden's Bowy
- Eureka Seven: Gravity Boys & Lifting Girls
- Fate/Extra
- Fate/stay night
- Fortune Arterial
- Gunbuster
- Hero Legend
- HoneyComing
- IZUMO2
- Kakyuu Sei
- Listis
- Little Busters!
- Lucky ☆ Star
- Moon Quest
- Nichijou
- Phantom Brave
- Record of Lodoss War
- Romancia
- Rune Wars
- Shuffle! -Days in the Bloom-
- Tōka Gettan
- The Tower of Druaga: the Aegis of Uruk Sekigan no Ryū
- Vagrants
- Yami to Bōshi to Hon no Tabibito
- Yoake Mae yori Ruriiro na
- Ys

- Datos: Q80991